# Aubrac
Aubrac es una región natural francesa en los departamentos de Lozère, Cantal y Aveyron (Macizo Central).

## Geografía

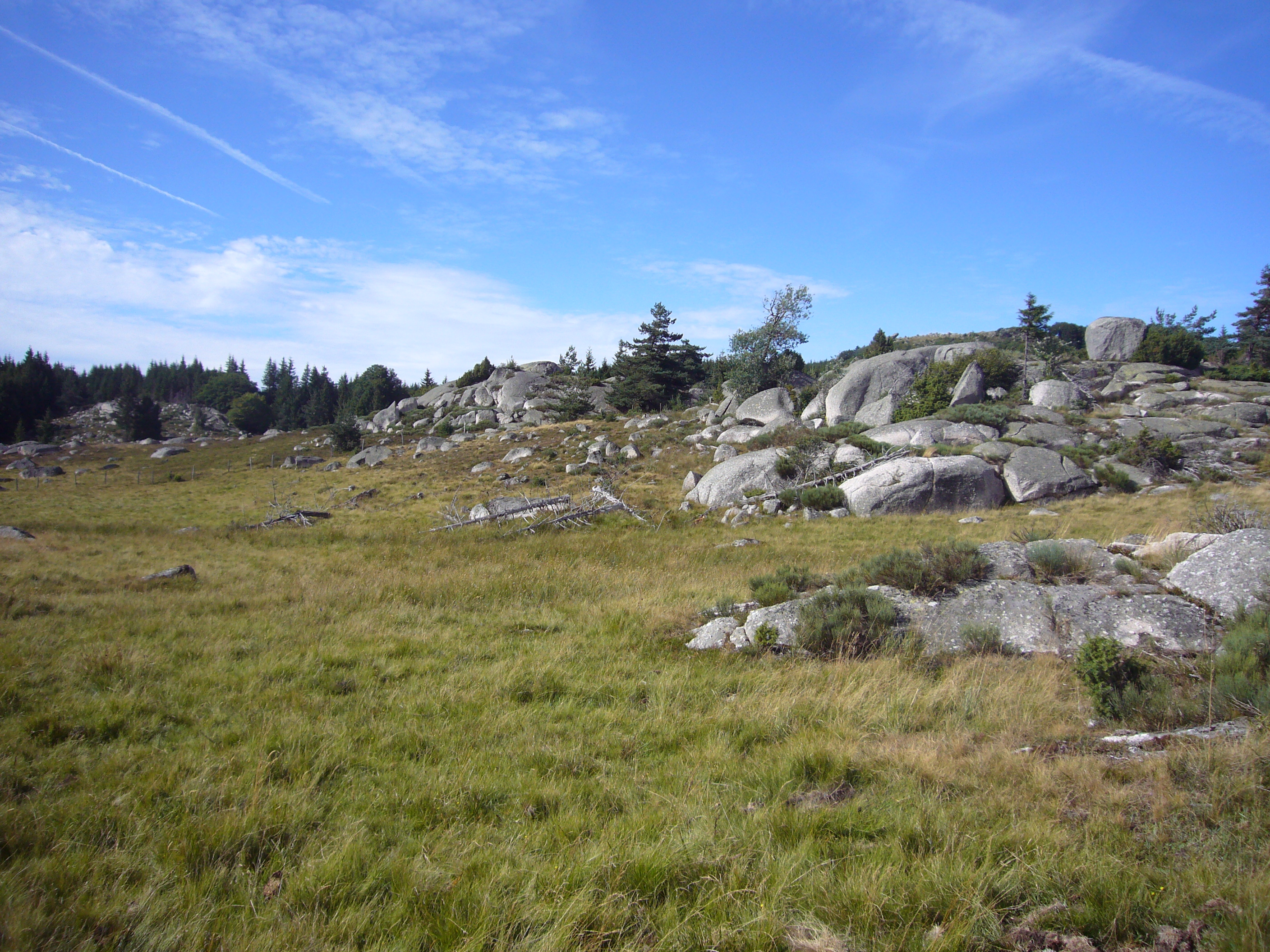
Rocas graníticas pulidas por los glaciares sobre la meseta de Aubrac.

La región está formada por una meseta basáltica y granítica con una superficie de cerca de 1500 km², y cuyo punto más alto es Mailhebiau a 1.469 metros de altitud. Se levanta sobre las cuencas de dos ríos, el Truyère al norte y el Lot al sur. Durante el periodo cuaternario, este espacio estuvo cubierto por un glaciar de 200 m de espesor que ha dejado visibles rastros de erosión.

## Economía
La ganadería bovina es la actividad principal con una raza endémica cuyo pastoreo ha evolucionado de la producción lechera a la de carne. Del periodo inicial son los «burons» o «mazucs», pequeñas construcciones para la elaboración y conservación de los quesos del país, como el "Laguiole" (similar al queso de Cantal). Con ese mismo nombre (tomado de la localidad homónima) se conoce la industria local cuchillera de artesanía.